# Pina Manique

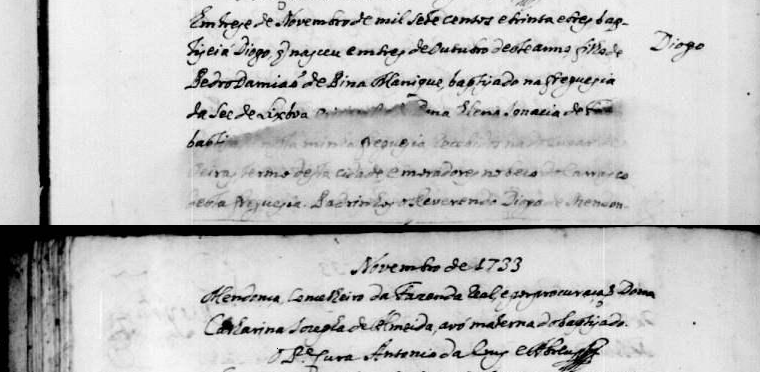
Assento de baptismo de Diogo Inácio de Pina Manique, datado de 13 de Novembro de 1733. Paróquia de Santa Catarina, Lisboa.

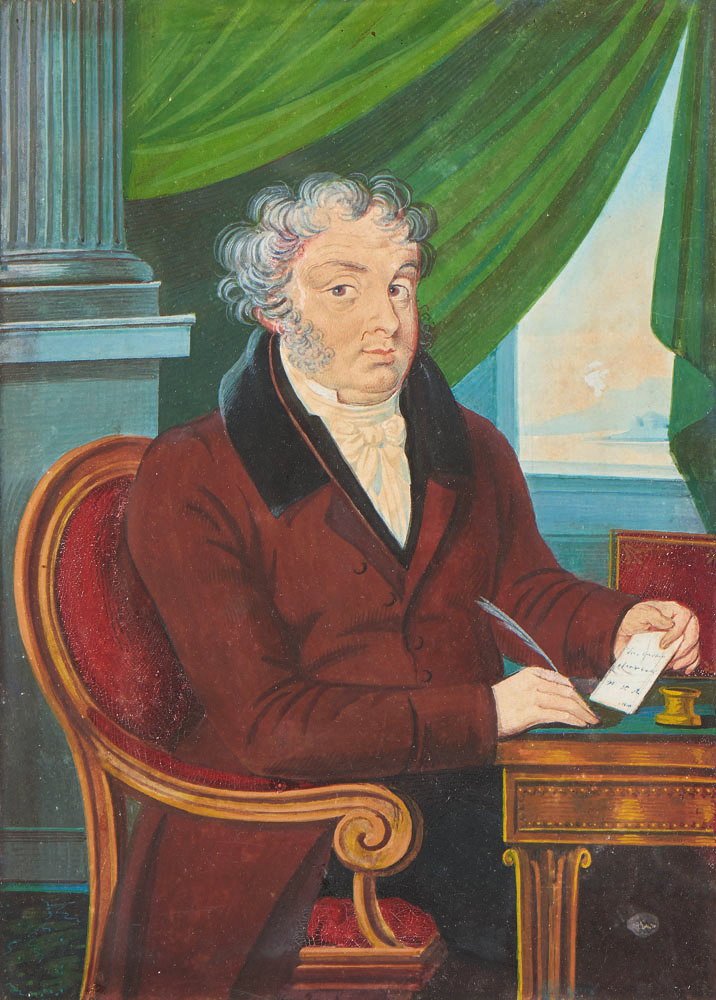
Retrato de Pina Manique (Oficina portuguesa do séc. XVIII), Palácio do Correio Velho, Lisboa.

Diogo Inácio de Pina Manique (Lisboa, Santa Catarina, 3 de Outubro de 1733 – Lisboa, Anjos, 1 de Julho de 1805), moço fidalgo da Casa Real, primeiro senhor de Manique do Intendente; 4.º senhor do morgado de São Joaquim, na vila de Coina; alcaide-mor de Portalegre, comendador da Ordem de Cristo, foi um magistrado português.

## Biografia
Quando Pina Manique nasceu, viviam numa pequena casa tradicional no Beco do Carrasco. Como os pais tinham algumas poupanças guardadas, enviaram-no para Coimbra, sendo aqui que se formou em Leis pela Faculdade de Leis da Universidade de Coimbra.
Ocupou diversos cargos, antes de ser designado Intendente-Geral da Polícia. Foi juiz do crime em diversos bairros de Lisboa, desembargador da Relação do Porto (1768), desembargador dos Agravos da Casa da Suplicação (1771), superintendente-geral de Contrabandos e Descaminhos dos Reais Direitos [1775], contador da Fazenda (1776), desembargador do Paço (1786), administrador-geral da Alfândega do Açúcar, provedor dos feitos das alfândegas do Reino (1781) e chanceler-mor do Reino (1803).
Homem da confiança de Sebastião José de Carvalho e Melo, Marquês de Pombal, só foi, no entanto, nomeado intendente-geral da Polícia da Corte e do Reino em 1780, após a queda desse seu protetor, sob o reinado de D. Maria I de Portugal (1777-1816).
O cargo conferia o estatuto de ministro e assento no Conselho Real, além de ampla jurisdição sobre uma gama variada de assuntos ligados à ordem pública, saneamento e ao controle do espaço e da população urbana.
Em 1781, por sua iniciativa funda a Real Casa Pia de Lisboa, que começou a funcionar no Castelo de São Jorge, a seu mando, destinada inicialmente a recolher ladrões, prostitutas, proxenetas, mendigos e todos aqueles que "denegriam a sociedade lisboeta" de então. Aqui, juntamente com as melhores figuras culturais da época, criava ensino e ocupação para que estas pessoas tivessem trabalho, dignidade e futuro.
Esteve também à frente da criação da Guarda Real da Polícia (1801), da introdução do primeiro sistema de iluminação de Lisboa e da criação do Teatro de São Carlos (1793).
A sua acção na força policial igualmente orientou-se para a repressão das ideias oriundas da Revolução Francesa, designadamente através da proibição de circulação de livros e publicações, e da perseguição a diversos intelectuais, especialmente maçons que ele culpava de terem conspirado a favor da referida revolução. Mandou prender o poeta Manoel Maria Barbosa Hedois du Bocage, como a tantos outros suspeitos de ideias francesas, entregue à Inquisição. 
A pedido de Napoleão Bonaparte, por ter tido desavenças com o general João Lannes, embaixador francês em Portugal, o regente D. João viu-se "obrigado" a demiti-lo em 14 de Março de 1803, dos cargos de Intendente-Geral da Polícia da Corte e do Reino, administrador-geral da D. Maria I e feitor-mor das Alfândegas do Reino
Dois anos após abandonar o cargo, faleceu depois de um atentado a caminho da sua vila de Manique do Intendente, tendo sido levado para o seu palácio da Travessa da Cruz, em Lisboa, nos Anjos. Tinha 71 anos. Foi sepultado num jazigo subterrâneo de família no Convento de Nossa Senhora da Penha de França.

## Dados genealógicos
Filho legítimo de Pedro Damião de Pina Manique (Lisboa, Sé, bap. 12 de Outubro de 1704 - Lisboa, Santa Engrácia, 13 de Dezembro de 1756), Cavaleiro Fidalgo da Casa Real, 3.º Senhor do Morgado de São Joaquim da Coina, Cavaleiro da Ordem de Nosso Senhor Jesus Cristo, etc. e de sua mulher Helena Inácia de Faria (Lisboa, Santa Catarina, bap. 17 de Fevereiro de 1715 - Lisboa, Santa Engrácia, 27 de Março de 1785), que contraíram matrimónio em Oeiras a 25 de Julho de 1731, neto paterno de Joaquim de Pina Manique, de ascendência Alemã pelos Manique, inicialmente Meineken[carece de fontes?], Escrivão da Executória das Comendas das Ordens, e de sua mulher Maria Josefa da Encarnação de Barroso é neto materno de José Soares de Andrade, Coronel do Mar, e de sua mulher Catarina Josefa de Almeida.
Foi casado com Inácia Margarida Umbelina de Brito Nogueira de Matos (Lisboa, Santa Justa, bap. 31 de Julho de 1749 - Lisboa, Anjos, 10 de Outubro de 1808), com quem casou a 8 de Dezembro de 1773 na Igreja Paroquial de São Cristóvão, em Lisboa, filha "sacrílega" do padre Nicolau de Matos Leitão Nogueira de Andrade, Fidalgo Capelão da Casa Real, Monsenhor do Patriarcado de Lisboa, Governador do Arcebispado de Évora, membro do Conselho privado do Rei D. José I, condenado pelo Tribunal da Inconfidência e deportado para Angola por ordem do Marquês de Pombal, e de Ana Joaquina Teresa de Sampaio.
Teve quatro filhos e filhas: 
- Pedro António de Pina Manique de Brito Nogueira de Matos de Andrade (Lisboa, Pena, 20 de Setembro de 1773 - Lisboa, Anjos, 5 de Fevereiro de 1839), foi o 2.º Senhor de Manique do Intendente, 1.º Barão de Manique do Intendente e 1.º visconde de Manique do Intendente, casado com D. Maria da Glória da Cunha e Meneses (1787-1858);
- Helena Antónia Nogueira de Matos de Andrade de Pina Manique (Lisboa, Santa Engrácia, 26 de Dezembro de 1775 - ?), casada com Joaquim José Maria de Sousa Tavares (1776-1837);
- Catarina Antónia Nogueira de Matos Andrade de Pina Manique (Lisboa, Santa Engrácia, 12 de Fevereiro de 1779 - ?), casada com Henrique Pinto de Mesquita de Morais Sarmento Guedes;
- Paulo Nogueira de Pina Manique (Lisboa, Santa Engrácia, 26 de Fevereiro de 1781 - Cascais, Estoril, 27 de Setembro de 1852), casado com Antónia Herculana de Figueiredo.